# Makkabeusok negyedik könyve
A Makkabeusok negyedik könyve ószövetségi apokrif irat görög nyelven. Didaktikus jellegű írás, amely sok utalást tartalmaz a Makkabeusok második könyvére. Alexandriai vagy antiochiai eredetűnek tartják a szakértők, valószínű keletkezési idejét a Kr. u. 1. században jelölik meg.